# Bonfire Heart
"Bonfire Heart" is een nummer van de Britse singer-songwriter James Blunt. Het nummer verscheen op zijn album Moon Landing uit 2013. Op 6 oktober van dat jaar werd het uitgebracht als de eerste single van het album.

## Achtergrond
"Bonfire Heart" is geschreven door Blunt in samenwerking met OneRepublic-zanger Ryan Tedder en geproduceerd door Tedder. Zij schreven samen eerder al "Stay the Night", dat verscheen op het vorige album van Blunt. Het platenlabel wilde de single promoten door een email te sturen aan de fans van Blunt, maar zij hadden de mail per ongeluk aan iedereen die in hun database stond verstuurd. Blunt verontschuldigde zich later voor "het per ongeluk emailen van het hele Verenigd Koninkrijk". Vanaf 29 juli 2013 kon het nummer gratis gestreamd worden op de SoundCloud-pagina van Blunt, maar op 6 oktober kwam het pas officieel uit als single.
"Bonfire Heart" werd een hit in een groot aantal landen. In zijn thuisland, het Verenigd Koninkrijk, kwam het tot de vierde plaats, terwijl het in Duitsland, Luxemburg, Oostenrijk, Slovenië en Zwitserland een nummer 1-hit werd. Verder bereikte het de top 10 in Australië, Hongarije, Israël, Italië, Nieuw-Zeeland en Tsjechië. In Nederland werd de Top 40 niet gehaald en bleef het steken op de elfde plaats in de Tipparade, terwijl het in de Single Top 100 op plaats 52 piekte. In Vlaanderen haalde de single plaats 22 in de Ultratop 50. In de videoclip is Blunt te zien terwijl hij op een motor op de U.S. Route 20 nabij Driggs (Idaho) en de U.S. Route 191 en het Grand Teton National Park nabij Moran (Wyoming) rijdt.

## Hitnoteringen

### Single Top 100
| Hitnotering: 19-10-2013 t/m 08-02-2014 | Hitnotering: 19-10-2013 t/m 08-02-2014 | Hitnotering: 19-10-2013 t/m 08-02-2014 | Hitnotering: 19-10-2013 t/m 08-02-2014 | Hitnotering: 19-10-2013 t/m 08-02-2014 | Hitnotering: 19-10-2013 t/m 08-02-2014 | Hitnotering: 19-10-2013 t/m 08-02-2014 | Hitnotering: 19-10-2013 t/m 08-02-2014 | Hitnotering: 19-10-2013 t/m 08-02-2014 | Hitnotering: 19-10-2013 t/m 08-02-2014 | Hitnotering: 19-10-2013 t/m 08-02-2014 | Hitnotering: 19-10-2013 t/m 08-02-2014 | Hitnotering: 19-10-2013 t/m 08-02-2014 | Hitnotering: 19-10-2013 t/m 08-02-2014 | Hitnotering: 19-10-2013 t/m 08-02-2014 | Hitnotering: 19-10-2013 t/m 08-02-2014 | Hitnotering: 19-10-2013 t/m 08-02-2014 | Hitnotering: 19-10-2013 t/m 08-02-2014 | Hitnotering: 19-10-2013 t/m 08-02-2014 |
| Week                                   | 1                                      | 2                                      | 3                                      | 4                                      | 5                                      | 6                                      | 7                                      | 8                                      | 9                                      | 10                                     | 11                                     | 12                                     | 13                                     | 14                                     | 15                                     | 16                                     | 17                                     |                                        |
| -------------------------------------- | -------------------------------------- | -------------------------------------- | -------------------------------------- | -------------------------------------- | -------------------------------------- | -------------------------------------- | -------------------------------------- | -------------------------------------- | -------------------------------------- | -------------------------------------- | -------------------------------------- | -------------------------------------- | -------------------------------------- | -------------------------------------- | -------------------------------------- | -------------------------------------- | -------------------------------------- | -------------------------------------- |
| Positie                                | 80                                     | 61                                     | 82                                     | 99                                     | 96                                     | 83                                     | 72                                     | 52                                     | 57                                     | 59                                     | 90                                     | 79                                     | 73                                     | 80                                     | 80                                     | 80                                     | 95                                     | uit                                    |

### NPO Radio 2 Top 2000
| Nummer met noteringen in de NPO Radio 2 Top 2000 | '14  | '15  |
| ------------------------------------------------ | ---- | ---- |
| Bonfire Heart                                    | 1323 | 1785 |

1. ↑  Een vetgedrukt getal geeft de hoogste notering aan.
2. ↑  2014 was het eerste jaar met een notering voor dit nummer.
3. ↑  Deze tabel is bijgewerkt tot en met de laatste editie (2024).